# Неготино (община)
Неготино (на македонска литературна норма: Општина Неготино) е община, която се намира в централната част на Северна Македония. Седалище ѝ е едноименният град Неготино.
Общината е разположена по средното течение на река Вардар в областта Тиквеш на площ от 426,46 km2. Населението на общината е 19 212 (2002) с гъстота от 45,05 жители на km2. В общината освен Неготино влизат още 18 села.
Основната стопанска дейност в общината е земеделието и предимно лозарството. Годишно общината произвежда между 20 и 25 милиона килограма грозде и в общината, както и в съседните Тиквешки общини по традиция се произвеждат най-качествените вина във Вардарска Македония.

## Структура на населението
Според преброяването от 2002 година община Неготино има 19 212 жители.
| Етническа принадлежност | Процент |
| северномакедонци        | 92,48%  |
| албанци                 | 0,16%   |
| турци                   | 1,26%   |
| роми                    | 2,36%   |
| власи                   | 0,07%   |
| сърби                   | 3,26%   |
| бошняци                 | 0,01%   |
| други                   | 0,40%   |